# Високе (Чортківський район)
Висо́ке (до 1965 року називалося Товстобаби) — село в Україні, у Монастириській міській громаді Чортківського району Тернопільської області. Розташоване на річці Золота Липа, на сході району. До 2020 адміністративний центр сільради. Населення — 1314 осіб (2003).

## Назва
Про це написано в книзі «Євшан-зілля».
"Ще за Данила Галицького на лісовім Опіллю було село Кальники. Коли ж на нашу землю напали татари, то хлопців і жонатих забрали до війська для оборони Бучача. У селі осталися жінки та діти.
Дійшла вістка, що наближається орда татарська. Несподівано один загін ординців вдерся до села. І всі жінки кинулися, як львиці, на ворога. Не на життя, а на смерть, билися з клятими ординцями. Хто що схопив, брали для самооборони. Хто вила, хто косу, хто дручка ґудзуватого. Стягували гаками татарів з коней, били безпощадно.
Розгромили татар дощенту. А один ординець, поранений злегка дручком, вдав мертвого, вичекав вечора і заховався на дереві. Вночі жінки зібралися на майдані на раду і вирішили втекти з худобою до лісу, бо татари прийдуть скоро з помстою злющою. Кожна жінка вдяглася, взяла, що могла з одежі на себе, та ще в кишені — добра всякого. І з мішками ринули вони до лісу, як грубі товстуни.
Татарин з дерева пас їх очима. Доплентався він на третій день до орди. Доповів про рукопашну битву з товстими бабами. Лякав усіх, щоб більше у те село не забігали. — Хай милує вас великий Аллах, бо ті товстобаби страшні й нескоренні. Сам чортяка роги зломить, а тим товстобабам ради не дасть.
Довго під час нападів татари із страхом обминали село Кальники і прозвали його «злі Товстобаби». Набігали в цей край ще не одні ворожі полчища, обережно обминали село.
І приказка осталася: «Вважай, бо будеш битий, як татари в Товстобабах».

## Історія
Перша писемна згадка — 1435 року.
У податковому реєстрі 1515 року в селі документується 5 ланів (близько 125 га) оброблюваної землі.
До 1939 діяли читальня «Просвіти» (від 1925), гурток «Рідної школи», товариство «Сільський господар», споживча кооператива.
Протягом 1962–1966 село належало до Бучацького району.
12 червня 2020 року, відповідно до розпорядження Кабінету Міністрів України № 724-р «Про визначення адміністративних центрів та затвердження територій територіальних громад Тернопільської області» увійшло до складу Монастириської міської громади.
Після ліквідації Монастириського району 19 липня 2020 року село увійшло до Чортківського району.

## Політика

### Парламентські вибори, 2019
На позачергових парламентських виборах 2019 року у селі функціонувала окрема виборча дільниця № 610706, розташована у приміщенні школи.
Результати
- зареєстровано 859 виборців, явка 54,83%, найбільше голосів віддано за «Слугу народу» — 22,00%, за «Європейську Солідарність» — 19,39%, за Радикальну партію Олега Ляшка — 11,33%.[5] В одномандатному окрузі найбільше голосів отримав Микола Люшняк (самовисування) — 42,12%, за Аллу Стечишин (самовисування) — 36,72%, за Романа Василіцького (Об'єднання «Самопоміч») — 6,48%[6].

## Населення
Згідно з переписом УРСР 1989 року чисельність наявного населення села становила 1400 осіб, з яких 635 чоловіків та 765 жінок.
За переписом населення України 2001 року в селі мешкали 1284 особи.

### Мова
Розподіл населення за рідною мовою за даними перепису 2001 року:
| Мова       | Чисельність | Відсоток |
| ---------- | ----------- | -------- |
| українська | 1283        | 99,77%   |
| російська  | 2           | 0,15%    |
| інші       | 1           | 0,08%    |
| Усього     | 1286        | 100%     |

## Економіка
У селі працюють відділення зв'язку, 3 магазини.

## Пам'ятки
Є церква святого Василія Великого (1925, дерев'яна; 2012, кам'яна), капличка (1999), дзвіниця.
У селі споруджено пам'ятник (1968) і насипано братську могилу полеглим у німецько-радянській війні воїнам-односельцям, є символічна могила УСС (1991). 2015 — споруджено пам'ятник Тараса Шевченка

## Освіта
Діють загальноосвітня школа І-ІІІ ступенів, дошкільний заклад.

## Культура
У селі працюють Будинок культури, бібліотека, музеї історії села та краєзнавчий.

## Охорона здоров'я
У селі діє амбулаторія загальної практики — сімейної медицини, яке має поліклінічне відділення. Також працює аптека.

## Відомі люди

### Народилися
- Мелетій Білинський (1921—2015) — український церковний діяч у Польщі, ієромонах-василіянин, протоігумен василіянської провінції у Польщі (1985—1989).

## Фотографії

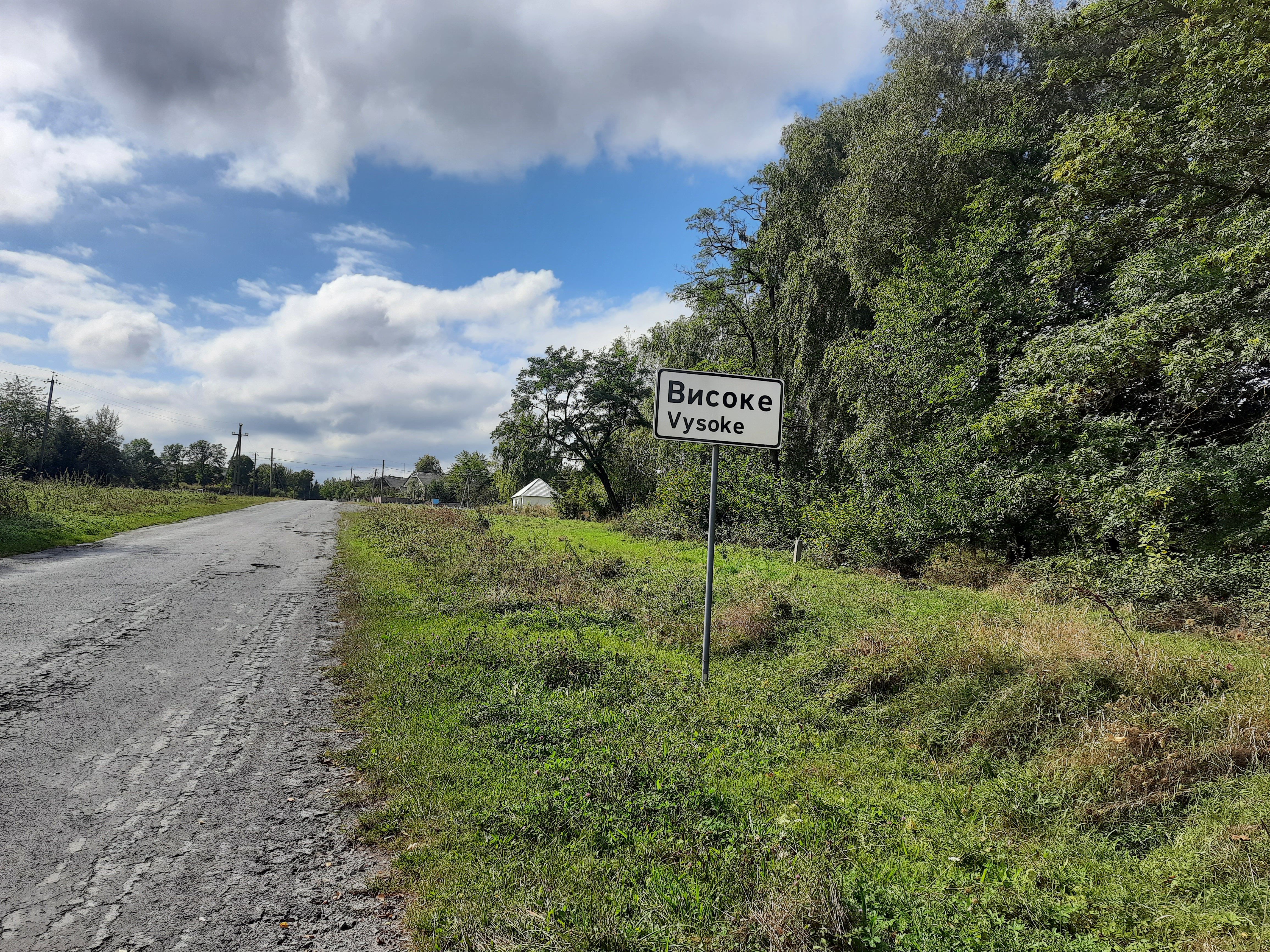
В'їзд у село
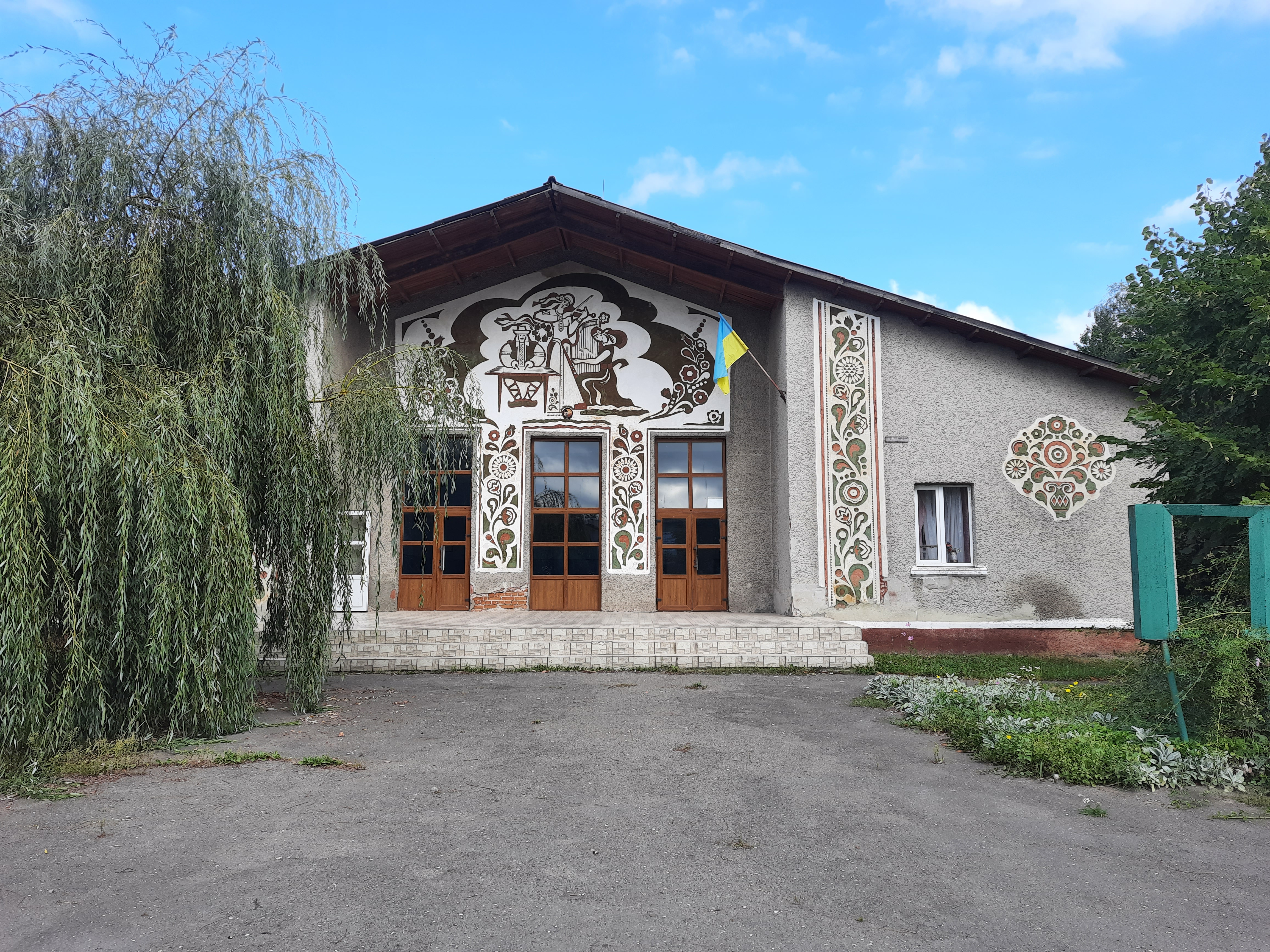
Будинок культури
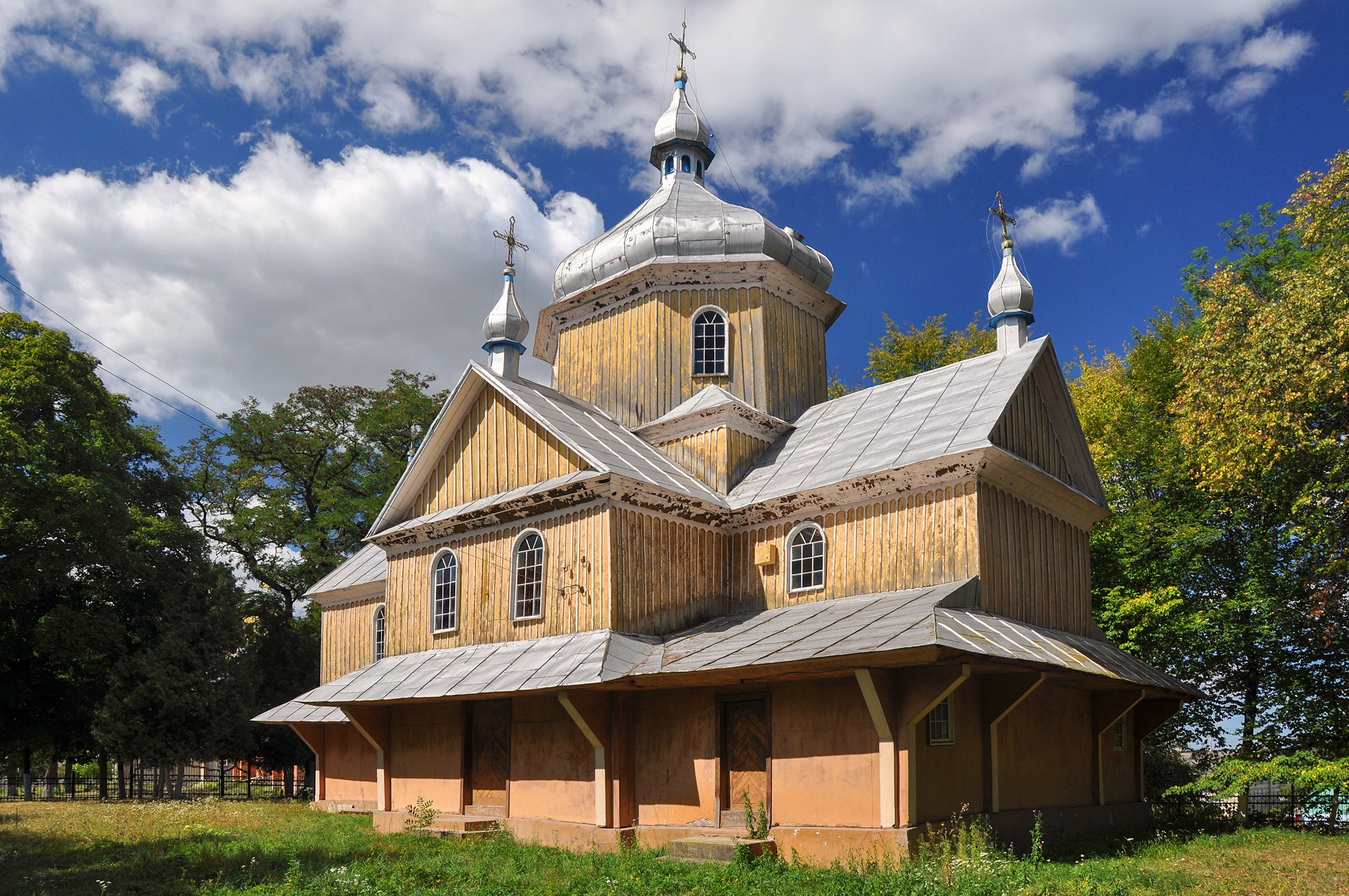
Дерев’яна церква святого Василія Великого
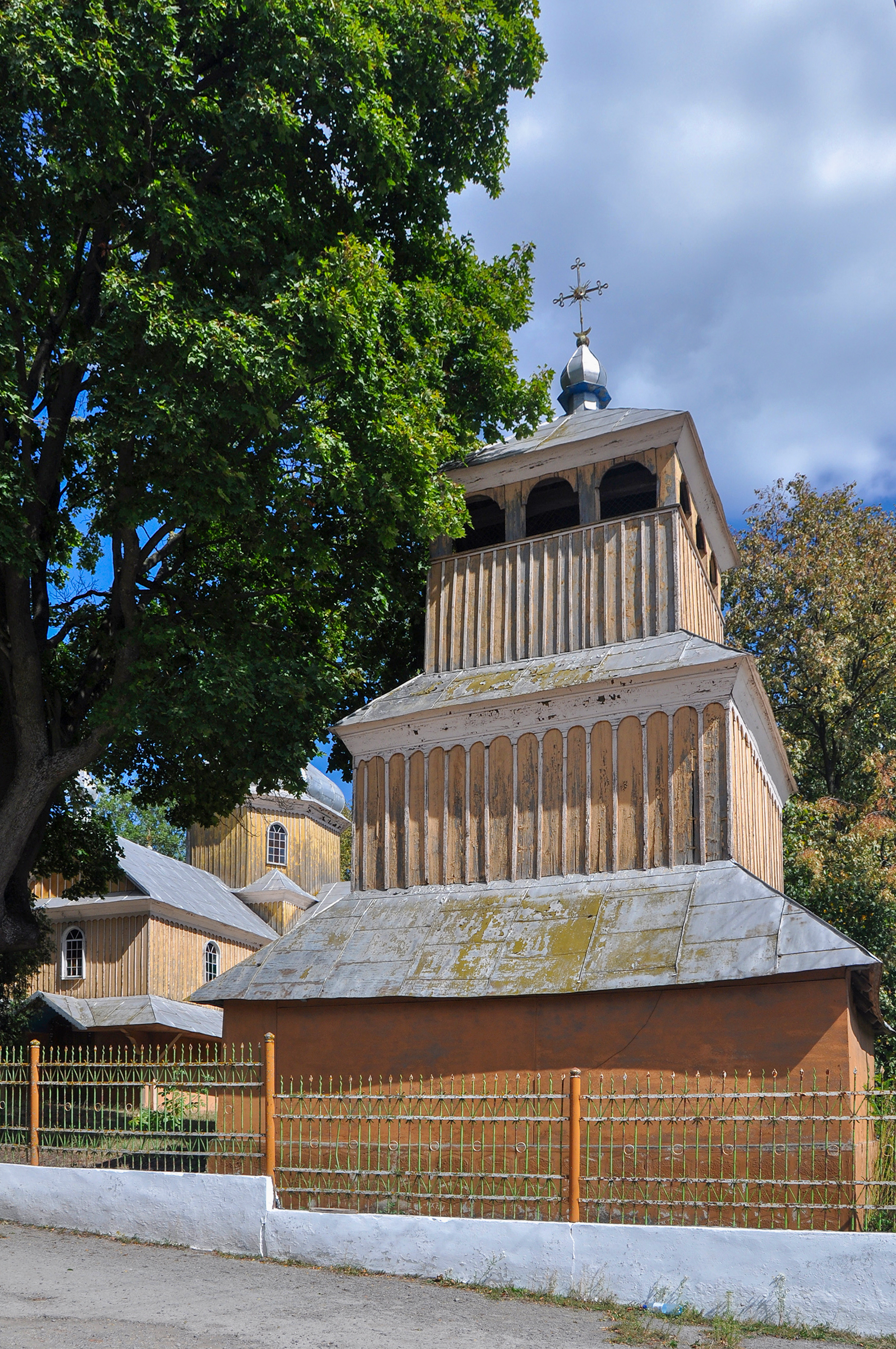
Дзвіниця церкви святого Василія Великого
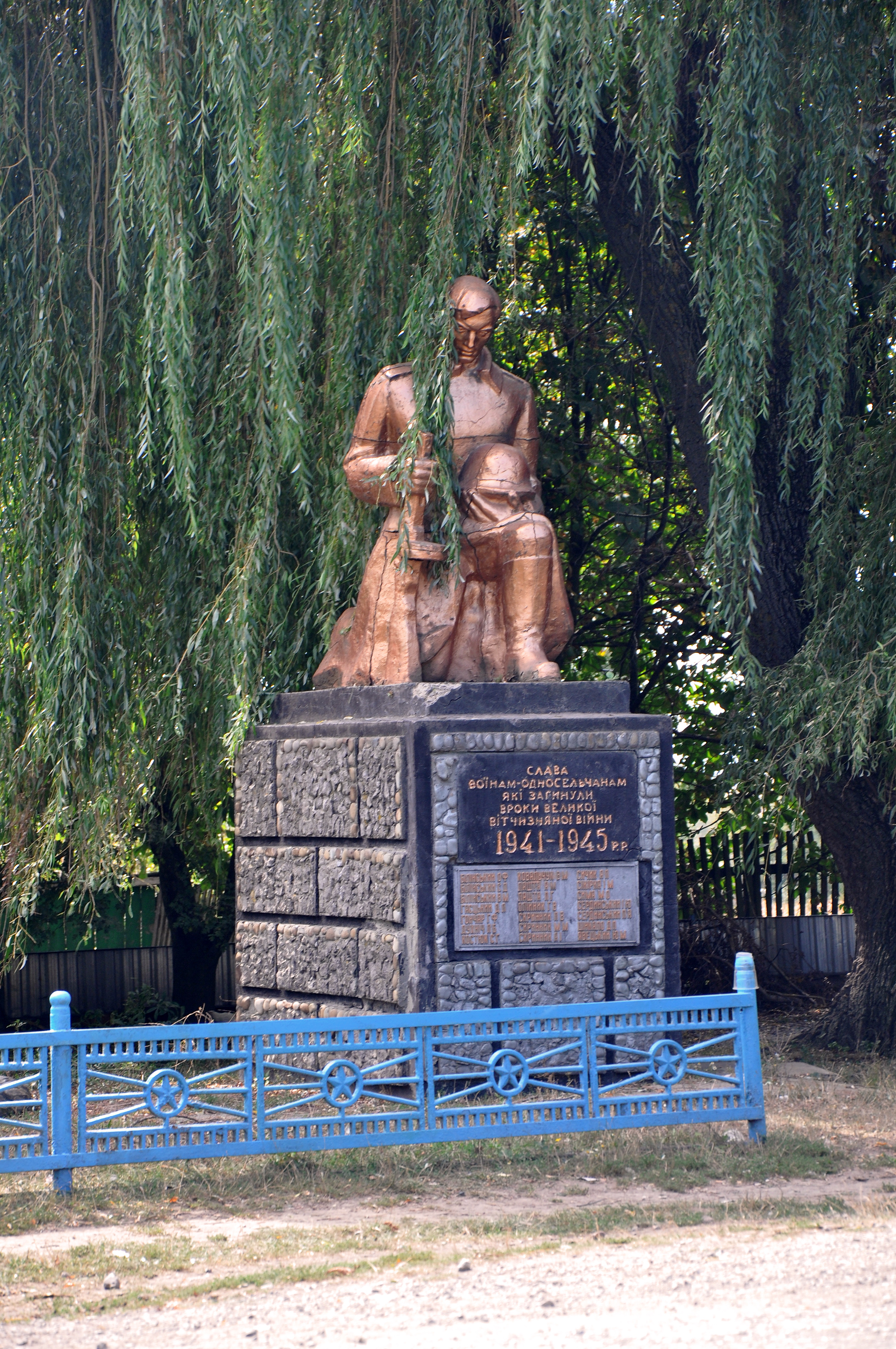
Пам’ятник воїнам, які загинули в роки Другої світової війни
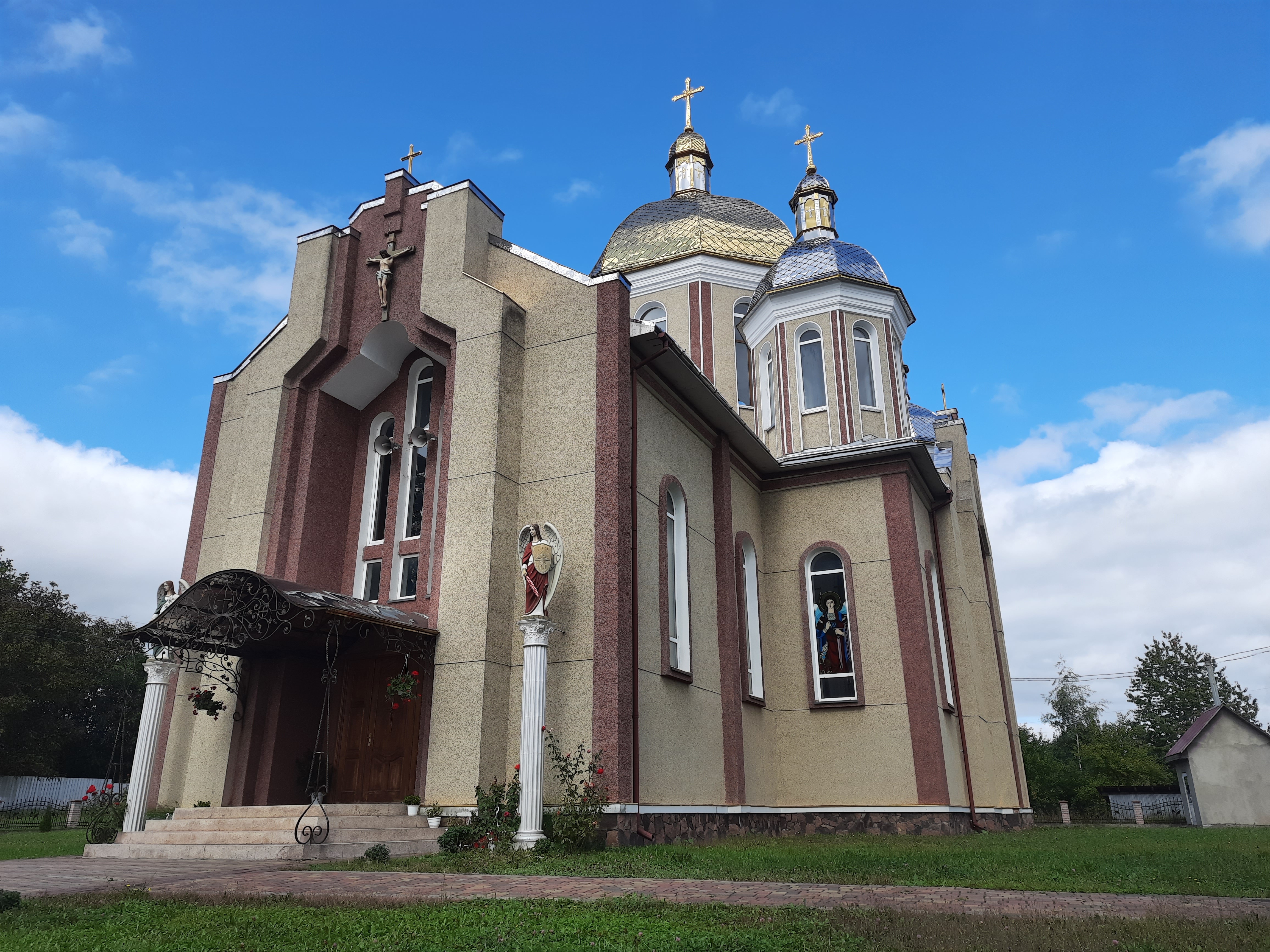
Церква Святого Василія Великого (2012)